# Dolichopus zhejiangensis
Dolichopus zhejiangensis är en tvåvingeart som beskrevs av Yang och Li 1998. Dolichopus zhejiangensis ingår i släktet Dolichopus och familjen styltflugor.
Artens utbredningsområde är Zhejiang (Kina). Inga underarter finns listade i Catalogue of Life.